# Orimarga (Orimarga) celestia
Orimarga (Orimarga) celestia is een tweevleugelige uit de familie steltmuggen (Limoniidae). De soort komt voor in het Oriëntaals gebied.